# Paolo Rossi
Paolo Rossi (Prato, 23. rujna 1956. – Siena, 9. prosinca 2020.) bio je talijanski nogometaš. Na Svjetskom prvenstvu 1982. bio je najbolji igrač i strijelac prvenstva predvodeći Italiju do naslova svjetskih prvaka.
Rođen je u mjestu Santa Lucia kraj Prata u Toskani. Profesionalnu karijeru započeo je u talijanskom klubu Como. Karijeru je nastavio u Vicenzi, gdje je počeo igrati u napadu, a do tada bio je vezni igrač. Odlično se snašao na novoj poziciji te postao najbolji strijelac druge talijanske lige u sezoni 1975./'76. te najbolji strijelac prve talijanske lige sljedeće sezone s Vicenzom. Prvi je kojemu je to uspjelo. Nastupio je na Svjetskom prvenstvu 1978., na kojem je dao 3 gola uz 2 asistencije. 
Vicenza je ispala u drugu ligu, a Rossi je otišao na posudbu u Perugiu. Tada je optužen, da je sudjelovao u skandalu s klađenjem. Kažnjen je s tri godine zabrane igranja, što je kasnije smanjeno na dvije godine. Tvrdio je, da je nevin. Kasnije je jedan od sudionika skandala potvrdio, da je Rossi nevin te da je lažno optužen.
Vratio se pred Svjetsko prvenstvo 1982., na kojem je nastupio. U prvim utakmicama, igrao je neprepoznatljivo. U četvrtfinalu protiv Brazila zabio je hat-trick za pobjedu Italije 3-2. U polufinalu zabio je 2 gola Poljacima, a u finalu 1 gol u pobjedi Italije nad Zapadnom Njemačkom 3-1. Proglašen je za najboljeg igrača prvenstva. Bio je i najbolji strijelac tog svjetskog prvenstva postigavši 6 golova. Te 1982. proglašen je i za najboljeg svjetskog i europskog igrača.
S Juventusom je 1984., osvojio talijansko prvenstvo, kup, Kup UEFE i Superkup UEFE, a sljedeće godine Kup prvaka. Kasnije je igrao za Milan i Hellas Veronu, gdje je završio karijeru.
U 48 nastupa za talijansku reprezentaciju postigao je 20 golova.
Nalazi se FIFI-nom popisu 125 najboljih svjetskih igrača, koji je sastavio Pelé.